# Teinobasis laidlawi
Teinobasis laidlawi – gatunek ważki z rodziny łątkowatych (Coenagrionidae).